# アイビーボウル
アイビーボウル（Ivy Bowl）は、1989年から1996年まで、日本で行われていたアイビーリーグに所属するカレッジフットボール選手と日本学生選抜のボウルゲーム。エプソンがスポンサーを務めた。
日本選抜は第6回までは日本大学フェニックスの篠竹幹夫、第7回からは関西学院大学ファイターズの伊角富三が指揮を執った。

## 歴史
第1回大会ではウィリアム・アンド・メアリー大学が関東勢を中心にした日本学生選抜軍に73-3で勝利した。日米の学生の試合で70点差がついたのは、1977年にブリガムヤング大学が関西学生選抜軍を71―0で破って以来のことであった。日本学生選抜軍は、パスを1回も成功させることができなかった。この試合でウィリアム・アンド・メアリーはランプレーで平均20ヤード以上を獲得した。観衆は若者を中心に1100人であった。
第2回大会では日本学生選抜はハーフタイムを10-14で折り返した。QB宇田川健治がパス37回中20回成功、208ヤードを獲得、3人のQB合計でパス50回中24回成功、275ヤードを獲得、4インターセプトを喫したが、2TDをあげて49-17と善戦した。この試合には後にNFLチームでアシスタントコーチを務めているジャド・ギャレットが出場した。
第3回大会ではアイビーがランで338ヤード、パスで230ヤードを獲得したのに対して、日本選抜は、ランで45ヤード、パスで175ヤードしか獲得できず、47-10で敗れた。
第4回より関西勢が加わり、1935年に全米軍と全日本が対戦して以来56年ぶりの全日本学生選抜が結成された。第4回のアイビー選抜を率いたジョー・レスティックハーバード大学ヘッドコーチは、フィラデルフィア・イーグルスで活躍するとともに、フィラデルフィア・フィリーズのマイナーチームでもプレーした選手である。
第5回大会はダブルヘッダーで行われた。ウィリアム・アンド・メアリー大学勢を除いたアイビーリーグ選抜と日本大学を除いた全日本学生選抜が第1試合で対戦、第2試合ではウィリアム・アンド・メアリー大学とOBも含む日本大学フェニックスが対戦した。アイビー選抜ではQBショーン・ナイト(Shawn Knight)が33ヤード、76ヤードのTDパスを成功させるとともに、ランでも2TDをあげるなど、68-3でアイビー選抜が勝利した。ウィリアム・アンド・メアリー大学と日本大学との試合は日本大学がFGで先制し、その後4分足らずのうちにウィリアム・アンド・メアリー大学が3TDをあげた。前半修了間際に宇田川健治がTDをあげて、ハーフタイムをウィリアム・アンド・メアリーが28-9とリードして折り返した。後半、グレッグ・パーカーがフェイクパントから38ヤードを走ってTD、第4Qに山田喜弘からのパスを梶山龍誠がエンドゾーン内でキャッチ、残り3秒に山口が35ヤードのFGを成功させ、35-19で試合は終わった。ファーストダウン獲得回数では日本大学が29対17と上回った。観衆は4万人を超えた。
第6回大会では、その後NFL入りし、NFLで60試合に先発出場したQBジェイ・フィードラーがパス13回中8回成功、159ヤード、3TDをあげてMVPに選ばれた。
第7回大会では第1Qにビル・ジョーダン(Bill Jordan)の1ヤードTDランでアイビーが先制、第2Q2分04秒に佐藤正治の21ヤードFGが成功、その後7分16秒にペンシルベニア大学のジェイミー・ダニエルズ(Jamie Daniels)が32ヤードのインターセプトリターンTDをあげて13-3となった。日本はDE鈴木が60ヤードのファンブルリターンTDをあげて、13-10と詰め寄った。しかし、ペンシルベニア大学のテランス・ストークス(Terrance Stokes)が18ヤードのTDをあげて、20-10でアイビー選抜が勝利した。コロンビア大学のタイトエンド、ブライアン・バセット(Brian Bassett)が7回のレシーブで124ヤードを獲得し、MVPに選ばれた。アイビーのQBジェイミー・シュワルブ(Jamie Schwalbe)は、パス19回中11回成功、165ヤードを獲得した。アイビーのディフェンスは日本選抜をトータルで190ヤード、ランディフェンスでは44回でマイナス2ヤードとラン攻撃を完璧に封じた。
第8回大会では14回のランで118ヤード、2TDをあげたコロンビア大学のジョン・ハーパー(John Harper)がMVPに選ばれた。
| 回数 | 開催日         | 勝利チーム                       | スコア | 敗戦チーム              | スコア | 競技場         | MVP                                         | 敢闘選手            | 出典   |
| ---- | -------------- | -------------------------------- | ------ | ----------------------- | ------ | -------------- | ------------------------------------------- | ------------------- | ------ |
| 1    | 1989年1月8日   | ウィリアム・アンド・メアリー大学 | 73     | 日本学生選抜            | 3      | 横浜スタジアム |                                             |                     | [ 2 ]  |
| 2    | 1989年12月23日 | アイビーリーグ選抜               | 49     | 日本学生選抜            | 17     | 横浜スタジアム | リック・マッキンタイア （ハーバード大学）   | 梶山竜誠 （日本大） | [ 5 ]  |
| 3    | 1990年12月24日 | アイビーリーグ選抜               | 47     | 日本学生選抜            | 10     | 横浜スタジアム | スティーブ・フーパー （ペンシルベニア大学） | 新堀和之 （法政大） | [ 15 ] |
| 4    | 1991年12月23日 | アイビーリーグ選抜               | 24     | 学生全日本              | 0      | 東京ドーム     | ジョン・マクニフ （コーネル大学）           | 白輪地仁 （明治大） | [ 16 ] |
| 5    | 1993年1月9日   | アイビーリーグ選抜               | 68     | 学生全日本 （日大以外） | 3      | 東京ドーム     | マット・バージカ （ダートマス大学）         |                     | [ 17 ] |
| 5    | 1993年1月9日   | ウィリアム・アンド・メアリー大学 | 35     | 全日大                  | 19     | 東京ドーム     | ショーン・ナイト                            |                     | [ 17 ] |
| 6    | 1994年1月8日   | アイビーリーグ選抜               | 31     | 学生全日本              | 14     | 東京ドーム     | ジェイ・フィードラー （ダートマス大学）     | 河口正史 （立命大） | [ 19 ] |
| 7    | 1995年1月8日   | アイビーリーグ選抜               | 20     | 学生全日本              | 10     | 西宮スタジアム | ブライアン・バセット （コロンビア大学）     | 秋山 （日本大）     | [ 20 ] |
| 8    | 1996年1月7日   | アイビーリーグオールスター       | 35     | 学生日本代表            | 16     | 西宮スタジアム | ジョン・ハーパー （コロンビア大学）         | 児島亨 （東海大）   | [ 21 ] |